# Algar Seco
Algar Seco ist eine Felsformation in der Nähe des Ferienortes Carvoeiro, einer ehemaligen Fischerstadt an der Algarve, Portugal. Die Felsgebilde entstanden über Jahrtausende durch Wind und Wellen, die die Felsen aus Muschelkalk auswuschen. Heute sind die so entstandenen Grotten ein beliebtes touristisches Ziel der Algarve.
Koordinaten: 37° 5′ 33,7″ N, 8° 27′ 55,8″ W